# Turniej o Puchar Rybnickiego Okręgu Węglowego
Turniej o Puchar Rybnickiego Okręgu Węglowego – towarzyski turniej żużlowy rozgrywany od 1961 do 1983 w Rybniku.

## Zwycięzcy
- 3 razy: Joachim Maj, Andrzej Wyglenda
- 2 razy: Antoni Woryna, Andrzej Tkocz, Piotr Pyszny, Antoni Skupień
- raz: Stanisław Tkocz, Polska Centralna, Paweł Waloszek, Zygfryd Friedek, Władimir Zapleczny, Roman Matoušek, Piotr Pawlicki